# Grammy Award alla miglior interpretazione strumentale solista (con orchestra)
Il Grammy Award alla miglior interpretazione strumentale solista (con orchestra) (Grammy Award for Best Instrumental Soloist(s) Performance (with orchestra)) è stato assegnato dal 1959 al 2011. 
Dal 1967 al 1971 e nel 1987 il premio fu associato al Grammy Award alla miglior interpretazione strumentale solista (senza orchestra) e fu assegnato come Grammy Award alla miglior interpretazione classica strumentale: solista o solisti (con o senza orchestra).

## Storia
Il premio ha subito alcuni cambi di nome nel tempo:
- 1959: Best Classical Performance - Instrumentalist (with concerto scale accompaniment)
- 1960: Best Classical Performance - Concerto or Instrumental Soloist (with full orchestral accompaniment)
- 1961: Best Classical Performance - Concerto or Instrumental Soloist
- 1962: Best Classical Performance - Instrumental Soloist (with orchestra)
- 1963-1964: Best Classical Performance - Instrumental Soloist or Soloists (with orchestra)
- 1965: Best Performance - Instrumental Soloist or Soloists (with orchestra)
- 1966-1991: Best Classical Performance - Instrumental Soloist or Soloists (with orchestra) (or very a similar equivalent)
- 1992: Best Instrumental Soloist With Orchestra
- 1993: Best Classical Performance - Instrumental Solo With Orchestra
- 1994: Best Classical Performance - Instrumental Soloist or Soloists (with orchestra) (or very a similar equivalent)
- 1995-2011: Best Instrumental Soloist(s) Performance (with orchestra)

Il premio è stato interrotto nel 2012 per via di una revisione delle categorie stesse del Grammy. Dal 2012, questa categoria si fonderà con la categoria miglior interpretazione strumentale solista (senza orchestra) per formare la nuova categoria miglior assolo strumentale di musica classica. Questo è fondamentalmente un ritorno alle categorie esistenti dal 1967 al 1971.
Gli anni si riferiscono agli anni in cui il Grammy Award è stato presentato per i lavori effettuati nell'anno precedente.

## Vincitori e candidati

### Anni 1950
- 1959
  - Van Cliburn, Kirill Petrovič Kondrašin (direttore) e la Symphony of the Air – Tchaikovsky: Concerto per pianoforte e orchestra n. 1 in Si bemolle minore, op. 23
  - Isaac Stern (solista), New York Philharmonic e Leonard Bernstein (direttore) - Bartók: Concerto for Violin
  - Ėmil' Grigor'evič Gilel's (solista), Chicago Symphony Orchestra e Fritz Reiner (direttore) - Brahms: Piano Concerto No. 2 in B Flat Major, Op. 83
  - Leonard Pennario (solista), Los Angeles Philharmonic ed Erich Leinsdorf (direttore) - Rachmaninoff: Rhapsody on a Theme of Paganini
  - Andrés Segovia (solista), Symphony of the Air ed Enrique Jordá (direttore) - Segovia Golden Jubilee

### Anni 1960
- 1960
  - Kiril Kondrashin (direttore), Van Cliburn e la Symphony of the Air – Rachmaninoff: Concerto per pianoforte e orchestra n. 3 in Re minore, op. 30
  - Arthur Rubinstein (solista), RCA Victor Symphony Orchestra e Josef Krips (direttore) - Brahms: Piano Concerto No. 2 in B Flat Minor, Op. 83
  - Henryk Szeryng (solista), London Symphony Orchestra e Pierre Monteux (direttore) - Brahms: Violin Concerto in D Major, Op. 77
  - Vladimir Horowitz (solista), NBC Symphony Orchestra ed Arturo Toscanini (direttore) - Tchaikovsky: Piano Concerto No. 1 in B Flat Minor, Op. 23
- 1961
  - Erich Leinsdorf (direttore), Svjatoslav Teofilovič Richter e la Chicago Symphony Orchestra – Brahms: Concerto per pianoforte e orchestra n. 2 in Si bemolle maggiore op. 83
  - Glenn Gould (solista), Columbia Symphony Orchestra e Vladimir Golschmann (direttore) - Bach: Concerto No. 5 in F Minor, BWV 1056
  - Gervase de Peyer (solista), London Symphony Orchestra e Peter Maag (direttore) - Mozart: Clarinet Concerto in A Major, K. 662
  - Malcolm Frager (solista), Paris Conservatoire Orchestra e René Leibowitz (direttore) - Prokofiev: Piano Concerto No. 2 in G Minor, Op. 16
  - Van Cliburn (solista), Chicago Symphony Orchestra e Fritz Reiner (direttore) - Schumann: Piano Concerto in A Minor, Op. 54
- 1962
  - Eugene Ormandy (direttore), Isaac Stern e la Orchestra di Filadelfia – Bartók: Concerto n. 1 per violino e orchestra, Sz. 36
- 1963
  - Igor' Fëdorovič Stravinskij (direttore), Isaac Stern e la Columbia Symphony Orchestra – Stravinskij: Concerto per violino e orchestra in Re maggiore
- 1964
  - Erich Leinsdorf (direttore), Arthur Rubinstein e la Boston Symphony Orchestra – Tchaikovsky: Concerto per pianoforte e orchestra n. 1 in Si bemolle minore, op. 23

- 1965
  - Eugene Ormandy (direttore), Isaac Stern e la Orchestra di Filadelfia – Prokof'ev: Concerto per violino e orchestra n. 1 in Re maggiore op. 19
- 1966
  - Erich Leinsdorf (direttore), Arthur Rubinstein e la Boston Symphony Orchestra – Beethoven: Concerto per pianoforte e orchestra n. 4 in Sol maggiore op. 58

### Anni 1970
- 1972
  - André Previn (direttore), Julian Bream e la London Symphony Orchestra – Villa-Lobos: Concerto per chitarra e piccola orchestra in Re maggiore
- 1973
  - Eugene Ormandy (direttore), Arthur Rubinstein e la Orchestra di Filadelfia – Brahms: Concerto per pianoforte e orchestra n. 2 op. 83 in Si bemolle maggiore
- 1974
  - Georg Solti (direttore), Vladimir Davidovič Aškenazi e la Chicago Symphony Orchestra – Beethoven: Concerto per pianoforte e orchestra n. 5 in Mi bemolle maggiore op. 73
- 1975
  - Maksim Dmitrievič Šostakovič (direttore), David Fëdorovič Ojstrach e la New Philharmonia – Shostakovich: Concerto per violino e orchestra n. 1 in La minore, op. 77
- 1976
  - Rafael Frühbeck de Burgos (direttore), Alicia de Larrocha e la London Philharmonic – Ravel: Concerto per la mano sinistra in Re maggiore op. 82 and Concerto per pianoforte e orchestra in Sol maggiore /Fauré: Fantaisie for Piano and Orchestra
- 1977
  - Daniel Barenboim (direttore), Arthur Rubinstein e la London Philharmonic Orchestra – Beethoven: The Five Piano Concertos
- 1978
  - Itzhak Perlman e la London Philharmonic Orchestra – Vivaldi: Le quattro stagioni
- 1979
  - Eugene Ormandy (direttore), Vladimir Horowitz e la New York Philharmonic –  Rachmaninoff: Concerto per pianoforte e orchestra n. 3 in D Minor (Horowitz Golden Jubilee)

### Anni 1980
- 1980
  - Claudio Abbado (direttore), Maurizio Pollini e la Chicago Symphony Orchestra – Bartók: Concerti per pianoforte e orchestra n. 1 e 2
- 1981
  - Bernard Haitink (direttore), Itzhak Perlman, Mstislav Rostropovich e la Concertgebouw Orchestra – Brahms: Concerto per violino e violoncello in La minore, op. 102
  - Seiji Ozawa (direttore), Itzhak Perlman e la Boston Symphony Orchestra – Berg: Concerto per violino e orchestra/Stravinskij: Concerto per violino e orchestra in Re maggiore
- 1982
  - Zubin Mehta (direttore), Itzhak Perlman, Isaac Stern, Pinchas Zukerman e la New York Philharmonic – Isaac Stern 60th Anniversary Celebration
- 1983
  - Daniel Barenboim (direttore), Itzhak Perlman e la Chicago Symphony Orchestra – Elgar: Concerto per violino e orchestra in Si minore op. 61
- 1984
  - Raymond Leppard (direttore), Wynton Marsalis e la National Philharmonic Orchestra – Haydn: Trumpet Concerto in E Flat/L. Mozart: Trumpet Concerto In D/Hummel: Trumpet Concerto in E Flat
- 1985
  - Raymond Leppard (direttore), Wynton Marsalis e la English Chamber Orchestra – Wynton Marsalis, Edita Gruberova: Handel, Purcell, Torelli, Fasch, Molter
- 1986
  - André Previn (direttore), Yo-Yo Ma e la London Symphony Orchestra – Elgar: Concerto per violoncello e orchestra op. 85/Walton: Concerto for Cello e Orchestra
- 1987: non assegnato
- 1988
  - James Levine (direttore), Itzhak Perlman e la Vienna Philharmonic – Mozart: Concerti per violino e orchestra n. 2 e 4
- 1989
  - Carlo Maria Giulini (direttore), Vladimir Horowitz e l'Orchestra del Teatro alla Scala – Mozart: Concerto per pianoforte e orchestra n. 23

### Anni 1990
- 1990
  - David Zinman (direttore), Yo-Yo Ma e la Orchestra Sinfonica di Baltimora – Barber: Concerto per violoncello e orchestra op. 22/Britten: Sinfonia per violoncello and orchestra, op. 68
- 1991
  - Zubin Mehta (direttore), Itzhak Perlman e l'Orchestra filarmonica d'Israele - Shostakovich: Concerto per violino e orchestra n° 1 in la minore/Glazunov: Concerto per violino in la minore
- 1992
  - Leonard Slatkin (direttore), John Browning e la Saint Louis Symphony Orchestra – Barber: Piano Concerto
- 1993
  - Lorin Maazel (direttore), Yo-Yo Ma e la Orchestra Sinfonica di Pittsburgh – Prokofiev: Sinfonia Concertante/Tchaikovsky: Variations on a Rococo Theme
- 1994
  - James Levine (direttore), Anne-Sophie Mutter e la Chicago Symphony Orchestra – Berg: Concerto per violino e orchestra/Rihm: Time Chant
- 1995
  - David Zinman (direttore), Yo-Yo Ma e la Orchestra Sinfonica di Baltimora – The New York Album - Works of Albert, Bartók e Bloch
- 1996
  - Seiji Ozawa (direttore), Itzhak Perlman e la Boston Symphony Orchestra – The American Album - Works of Bernstein, Barber, Foss
- 1997
  - Esa-Pekka Salonen (direttore), Efim Naumovič Bronfman e la Los Angeles Philharmonic Orchestra – Bartók: The Three Piano Concertos
- 1998
  - David Zinman (direttore), Yo-Yo Ma e la Orchestra di Filadelfia – Premieres - Cello Concertos (Works of Danielpour, Kirchner, Rouse)
- 1999
  - Krzysztof Penderecki (direttore), Anne-Sophie Mutter e la London Symphony Orchestra – Penderecki: Violin Concerto No. 2, Metamorphosen

### Anni 2000
- 2000
  - Charles Dutoit (direttore), Martha Argerich e la Orchestre symphonique de Montréal – Prokofiev: Concerti per pianoforte e orchestra n. 1 e 3/Bartók: Concerto per pianoforte e orchestra n. 3
- 2001
  - Grace Row (produttore), Charles Harbutt (tecnico del suono), Roger Norrington (direttore), Joshua Bell e la London Philharmonic Orchestra – Maw: Violin Concerto
- 2002
  - Martin Fouqué (produttore), Eberhard Sengpiel (tecnico del suono), Daniel Barenboim, Dale Clevenger, Larry Combs, Alex Klein, David McGill e la Chicago Symphony Orchestra – Richard Strauss Wind Concertos (Horn Concerto; Oboe Concerto, etc.)
- 2003
  - Thomas Frost (produttore), Richard King (tecnico del suono), Sir Neville Marriner (direttore), Hilary Hahn e l'Academy of Saint Martin-in-the-Fields – Brahms: Violin Concerto/Stravinskij: Violin Concerto
- 2004
  - Mstislav Leopol'dovič Rostropovič (direttore) e Maxim Vengerov – Britten: Violin Concerto/Walton: Viola Concerto eseguita da Maxim Vengerov e la London Symphony Orchestra
- 2005
  - André Previn (direttore) e Anne-Sophie Mutter – Previn: Violin Concerto "Anne-Sophie"/Bernstein: Serenade eseguita da Anne-Sophie Mutter, la Boston Symphony Orchestra e la London Symphony Orchestra
- 2006
  - Claudio Abbado (direttore), Martha Argerich e la Mahler Chamber Orchestra – Beethoven: Concerti pianoforte e orchestra n. 2 e 3
- 2007
  - John McLaughlin Williams (direttore), Angelin Chang e la Cleveland Chamber Symphony – Olivier Messiaen: Oiseaux Exotiques (Exotic Birds)
- 2008
  - Esa-Pekka Salonen (direttore), Hilary Hahn (solista), Stephan Flock (tecnico del suono/mixer), Arend Prohmann e Sid McLauchlan (produttori) - Schoenberg/Sibelius: Violin Concertos

### Anni 2010
- 2010
  - Vladimir Davidovič Aškenazi (direttore), Evgenij Igorevič Kisin e la Philharmonia Orchestra – Prokofiev: Concerti per pianoforte e orchestra n. 2 e 3
- 2011
  - Mitsuko Uchida – Mozart: Concerti per pianoforte e orchestra n. 23 e 24 (con l'Orchestra di Cleveland)